# Cristatogobius rubripectoralis
Cristatogobius rubripectoralis és una espècie de peix de la família dels gòbids i de l'ordre dels perciformes.

## Morfologia
- Els mascles poden assolir 6,1 cm de longitud total i les femelles 4,95.
- Nombre de vèrtebres: 25-26.[5]

## Hàbitat
És un peix de clima tropical i demersal.

## Distribució geogràfica
Es troba al Pacífic occidental central: el sud de Java (Indonèsia) i el nord d'Austràlia.

## Observacions
És inofensiu per als humans.